# Тои (Ниуэ)
Тои (англ. Toi) — деревня, расположенная в северной части острова Ниуэ (владение Новой Зеландии) на юге Тихого океана. Является административным центром одноимённого округа.

## Географическая характеристика
Деревня Тои расположена, примерно, в 11 км северо-восточнее столицы Ниуэ.
Высота центра деревни над уровнем моря равна 70 м.

## Население
Население, согласно данным переписи населения 2011 года, составляет 23 человека.
| Динамика изменения численности населения Тои | Динамика изменения численности населения Тои | Динамика изменения численности населения Тои | Динамика изменения численности населения Тои | Динамика изменения численности населения Тои | Динамика изменения численности населения Тои |
| Год                                          | 1986                                         | 1997                                         | 2001                                         | 2006                                         | 2006                                         |
| -------------------------------------------- | -------------------------------------------- | -------------------------------------------- | -------------------------------------------- | -------------------------------------------- | -------------------------------------------- |
| жителей                                      | 91                                           | 35                                           | 31                                           | 31                                           | 23                                           |